# Anchisauria
Anchisauria é um clado de dinossauros sauropodomorfos que viveram durante o Triássico Inferior e o Jurássico Superior. O nome Anchisauria foi primeiramente usado por Galton e Upchurch na segunda edição do The Dinosauria. Galton e Upchurch atribuíram duas famílias de dinossauros ao Anchisauria: Anchisauridae e Melanorosauridae, do qual o anquissauro e o melanorossauro são os membros mais conhecidos. Os prossaurópodes mais comuns o plateossauro e o Massospondylus foram situados no clado irmão Plateosauria. Entretanto, pesquisa recente indica que o anquissauro está mais próximo dos saurópodes do que os prossaurópodes; deste modo, o Anchisauria também incluiria os saurópodes. Yates (2007) classificou o Yunnanossauro e o Anquissauro dentro do Anchisauria.